# Монфис, Гаэль
Гаэ́ль Себастье́н Монфи́с (фр. Gaël Sébastien Monfils; род. 1 сентября 1986 года в Бобиньи, Франция) — французский теннисист; полуфиналист двух турниров Большого шлема в одиночном разряде (Открытый чемпионат Франции-2008 и Открытый чемпионат США-2016); победитель 13 турниров ATP в одиночном разряде; бывшая шестая ракетка мира в одиночном разряде; двукратный финалист Кубка Дэвиса (2010, 2014) в составе национальной сборной Франции; бывшая первая ракетка мира в юниорском рейтинге; победитель трёх юниорских турниров Большого шлема в одиночном разряде; финалист одиночного турнира Orange Bowl (2003).

## Общая информация
Отец Монфиса Руфин приехал во Францию из Гваделупы. Он был футболистом, поэтому неудивительно, что в своё время Гаэль всерьёз выбирал между теннисом и футболом. Мать Монфиса Сильвет родом с Мартиники. Также у Гаэля есть младший брат Дэрил.
16 июля 2021 года Гаэль женился на украинской теннисистке Элине Свитолиной, с которой встречался с 2019 года. 15 октября 2022 года у пары родилась дочь.
Своим любимым теннисистом Монфис считает Артура Эша. Вне корта он любит гулять и слушать музыку, предпочтительно R&B. Также Монфис любит играть в баскетбол, болеет за команду «Детройт Пистонс». Любимый баскетболист Гаэля — Кармело Энтони.
Монфис известен тем, что имеет один из худших балансов побед и поражений в финалах турниров ATP среди тех, кто доходил до финального матча не менее 10 раз: из 32 финалов Гаэль выиграл только 11 (33 %). При этом Монфис не мог выиграть турнир на открытом воздухе почти 11 лет (с августа 2005 года по июль 2016 года), проиграв за это время 11 финалов из 11. Всего из своих 11 побед на турнирах Монфис 7 одержал в зале.

## Стиль и оценки игры
Монфиса обычно описывают как игрока задней линии, который использует передвижение, чтобы побеждать своих противников. Он хорошо известен своим атлетизмом и умением передвигаться по корту, регулярно используя растяжки для подбора мячей, даже на кортах с твердым покрытием. Монфилса считают одним из самых быстроногих теннисистов в истории, его скорость передвижения по корту и способность быстро переходить от защиты к нападению заставали противников врасплох. Монфис иногда демонстрирует, что он способен развивать огромную скорость при ударах с отскока с обеих сторон, особенно при ударе справа, скорость которого может достигать 199 км/ч. На протяжении всей своей карьеры он заслужил репутацию человека, умеющего зрелищно и рискованно наносить удары, этим он побеждал игроков элиты, но во многом из-за этого он и был практически всю карьеру травматичным игроком. Монфис использует полузападный хват справа и комбинацию континентального/полузападного хвата слева. Он обладает сильной и точной подачей, способной развивать скорость до 230 км/ч, хотя несмотря на это, он часто полагается на стабильную подачу, иногда в ущерб мощности.

## Спортивная карьера

### Начало карьеры
Монфис стал юниором в 2002 году, а уже в 2004 году стал номером 1 среди юниоров, выиграв три из четырёх турниров серии Большого шлема в юниорском разряде (кроме Открытого чемпионата США, где Виктор Троицки в третьем раунде помешал Монфису стать вторым игроком в истории после Стефана Эдберга, который за сезон выиграл все четыре юниорских турнира Большого Шлема). В 2004 году выиграл турнир из серии «фьючерс». В этом же году в октябре на турнире в Меце Монфис дебютировал на соревнованиях ATP-тура. В первой же игре, благодаря отказу от продолжения борьбы при счёте 3-6, 7-6(4) он переиграл Ксавье Малисса, затем Оливье Патьянса — 6-4, 6-4 и вышел в четвертьфинал, где уступил Ришару Гаске — 5-7, 1-6. В этом же году он дебютирует на турнире серии Мастерс, благодаря специальному приглашению от организаторов турнира в Париже. В первом круге он выиграл у Томаса Энквиста — 1-6, 6-4, 6-3. Во втором раунде он впервые встретился с игроком из первой десятки. Им оказался № 3 на тот момент Ллейтон Хьюитт, которому Монфис проиграл — 3-6, 6-7(3).
Первый полноценный сезон в ATP-туре сыграл в 2005 году. В начале сезона на Открытом чемпионате Австралии он дебютирует в основных соревнованиях турнира из серии Большого шлема. Здесь он дошёл до второго круга, обыграв Джинепри и уступив Рохусу. В феврале он выиграл турнир из серии «челленджер» в Безансоне. В марте на мастерсе Индиан-Уэллсе Гаэль дошёл до второго раунда, а в Майами сумел выйти в четвёртый раунд. Среди тех кого он победил, были такие теннисисты как Микаэль Льодра, Николай Давыденко и Ли Хён Тхэк. В апреле он выиграл «челленджер» в Тунисе. В финале он победил Фабриса Санторо и эта победа позволила ему впервые подняться в рейтинге в первую сотню.
Дебютный результат Монфиса на Открытом чемпионате Франции — первый раунд (уступил Каньясу, на Уимблдонском турнире — третий раунд (обыграл Окуна и Хрбаты, проиграл Анчичу. В августе Монфису удалось выиграть первый титул на соревнованиях ATP-тура. Это произошло в Сопоте после того, как в финале турнира он переиграл Флориана Майера — 7-6(6), 4-6, 7-5. Это позволило Гаэлю подняться в рейтинге на 46-е место. На дебютном для себя Открытом чемпионате США он уступил в первом раунде Новаку Джоковичу в пяти сетах 5-7, 6-4, 6-7(5), 6-0, 5-7. В октябре на турнире в Меце, обыграв Челу, Клемана, Гаске и Хрбаты, Монфис вышел в финал турнира. В решающем матче он уступил Ивану Любичичу — 6-7(7), 0-6. В конце октября в Лионе ему также удалось дойти до финала, где француз проиграл № 3 в мире Энди Роддику.
В 2005 году Монфис прыгнул вверх более чем на 200 мест и вошёл в топ-50 (30-е место). В итоге за год он получил почти 500 000 призовых долларов.

### 2006—2008 (полуфинал на Ролан Гаррос)

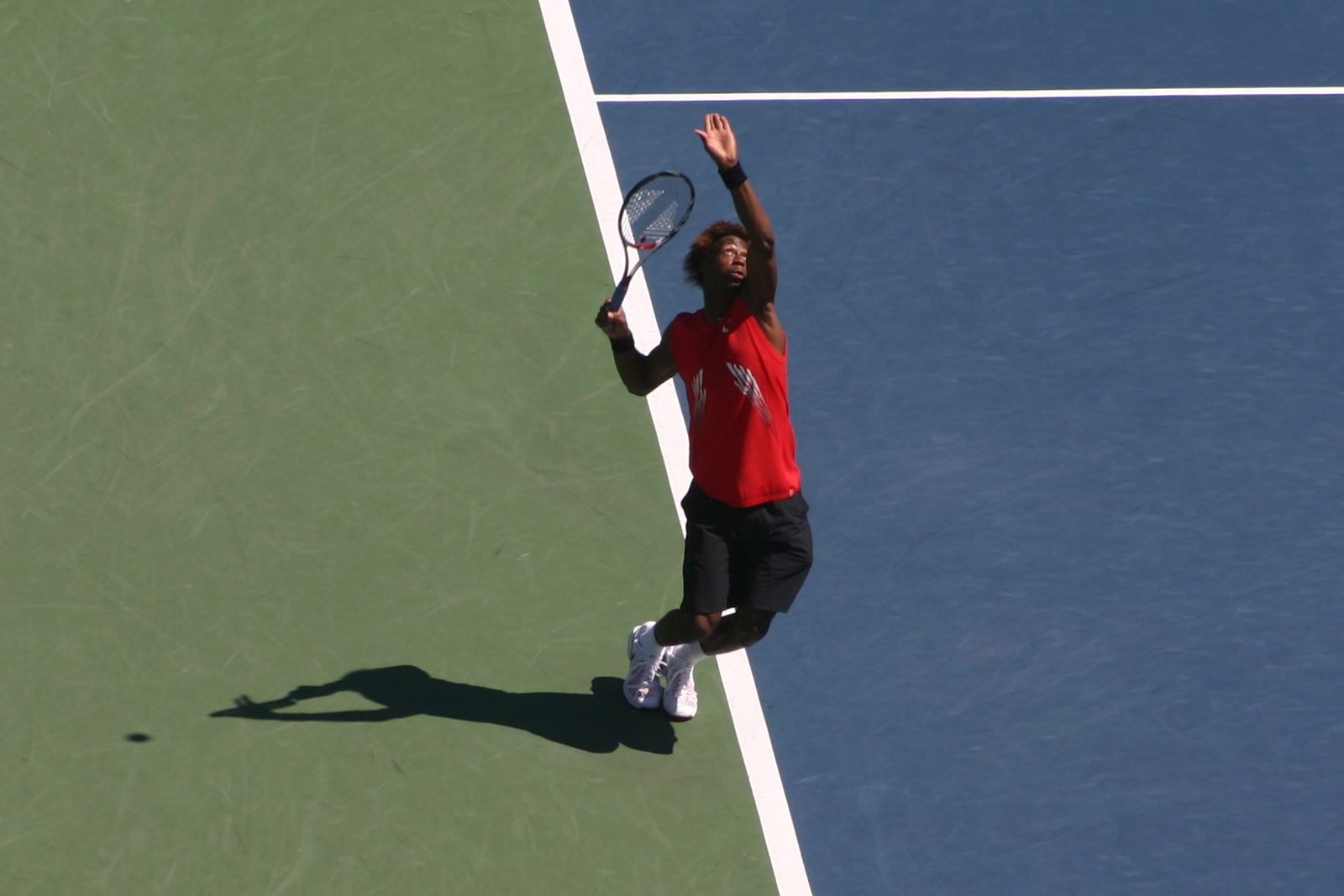
Монфис на Открытом чемпионате США 2008 года

2006 год Гаэль начал с турнира в Дохе, где в финале проиграл первой ракетке мира — Роджеру Федереру — 3-6, 6-7(5). Несмотря на хороший старт сезона дальше у него выступления не заладились, вплоть до мая, где Монфис достиг полуфинала Мастерса в Риме. На Открытом чемпионате Франции он впервые дошёл до четвёртого раунда, обыграв Маррея, Дика Нормана и Блэйка, но проиграв Джоковичу. После Ролан Гаррос он поднялся на 23-е место и впервые стал первой ракеткой Франции в мировом рейтинге. В июне на травяном турнире в Лондоне Гаэль дошёл до четвертьфинала, сумев выиграть у № 4 в мире Любичича — 7-6(11), 7-5, но в матче с Блэйком он отказался от дальнейшей борьбы в первом сете из-за травмы. На Уимблдоне он проиграл россиянину Игорю Куницыну в первом же раунде. Вторая половина сезона сложилась для него не лучшим образом. Монфис сыграл всего на пяти турнирах и ни разу не проходил дальше третьего раунда. В итоге в рейтинге он закончил сезон на 46-м месте.
На Открытом чемпионате Австралии 2007 года Монфис дошёл до третьего раунда. В марте выиграл турнир более младшей серии «челленджер» в Санрайзе. В мае он вышел в финал турнира ATP в Пёрчах-ам-Вёртерзе. На пути к нему в 1/4 финала Монфису удалось обыграть № 3 в мире Энди Роддика. В решающем матче он проигрывает Хуану Монако — 6-7(3), 0-6. На Открытом чемпионате Франции и Уимблдоне Монфис дошёл до третьего раунда. В июле в Гштаде он вышел в четвертьфинал. В начале августа француз дошёл до полуфинала Вашингтоне, обыграв Марата Сафина — 6-3, 7-5. Из-за травмы Гаэль пропустил Открытый чемпионат США. В сентябре на турнире в Бухаресте он вышел в полуфинал. Концовку сезона вынужден был также пропустить из-за травм.
В начале сезона 2008 года Монфиса ещё преследовали прошлогодние травмы. Из-за этого он пропустил Открытый чемпионат Австралии и весь февраль. Восстановление формы затянулось. Лишь в апреле Гаэль смог первый раз в сезоне выиграть два матча подряд, выйдя в третий раунд Мастерса в Монте-Карло. В мае он победил на «челленджере» в Марракеше. На Ролан Гаррос 2008 года Монфис достиг лучшего для себя результата на турнирах серии Большого шлема. Он сумел дойти до полуфинала, где проиграл первому сеяному Роджеру Федереру. На своем пути ему удалось обыграть Арно Клемана, Луиса Орна, Юргена Мельцера, Ивана Любичича и № 5 в мире Давида Феррера. В июне на турнире в Ноттингеме Монфис добрался до полуфинала. Далее из-за травмы плеча он был вынужден сняться с Уимблдона.
В августе 2008 года Монфис принял участие в Летних Олимпийских играх. На Олимпийском теннисном турнире в Пекине в одиночном разряде он обыграл Николаса Альмагро, Виктора Ханеску и Давида Налбандяна и сумел дойти до четвертьфинала. В борьбе за 1/2 финала он проиграл Новаку Джоковичу. В парном турнире в дуэте с Жилем Симоном он выбыл уже в первом раунде. На Открытом чемпионате США он впервые вышел в четвёртый раунд. В сентябре француз дошёл до полуфинала в Бангкоке. В октябре ему удается выйти в финал турнира в Вене, где он проиграл немцу Филиппу Пецшнеру — 4-6, 4-6. Через неделю он стал четвертьфиналистом Мастерса в Мадриде. Для этого ему понадобилось обыграть двух теннисистов из первой десятки (Фернандо Гонсалеса и Энди Роддика). В рейтинге по итогам сезона француз стал 14-м.

### 2009—2011 (попадание в топ-10)

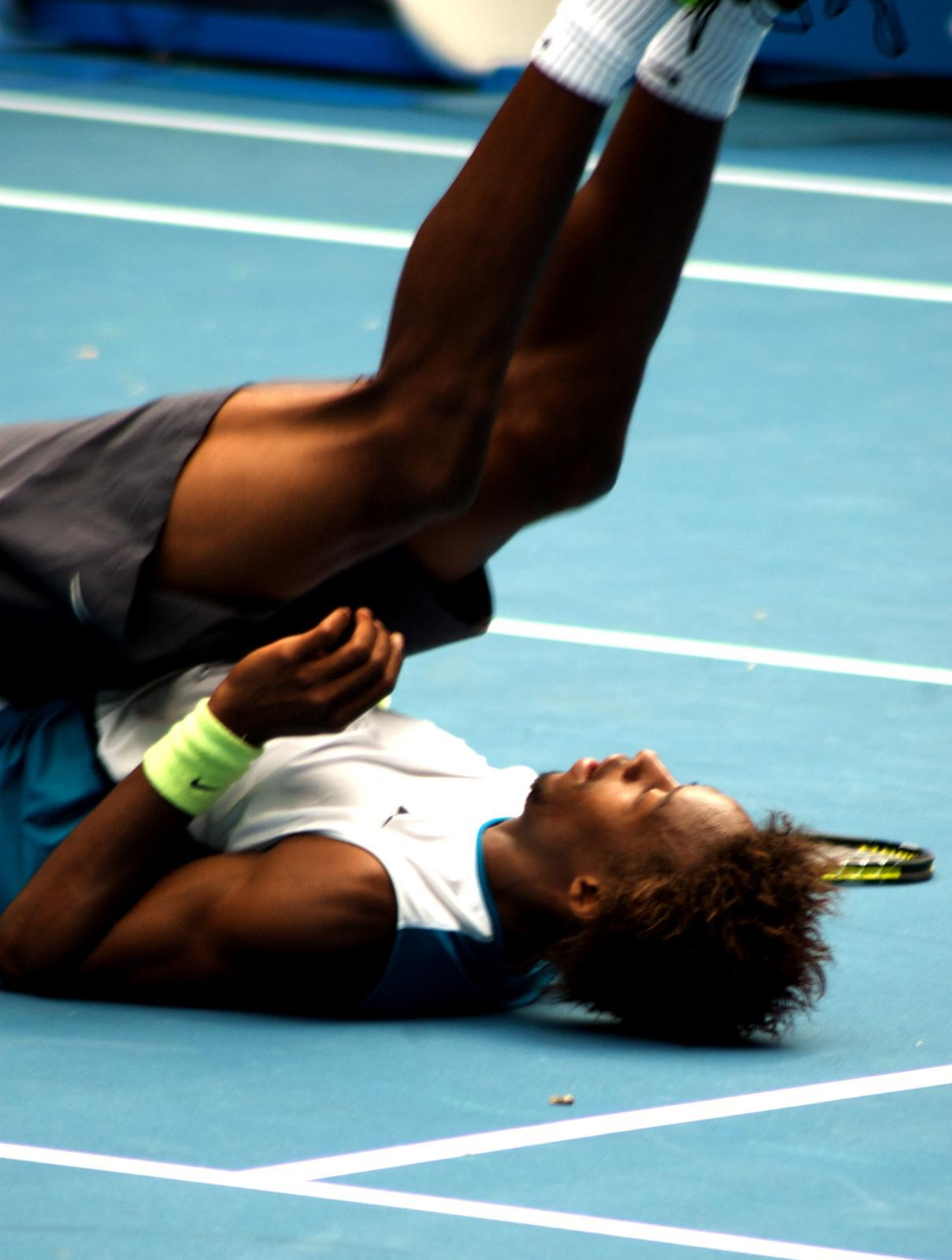
Монфис на Открытом чемпионате Австралии 2009 года

В самом начале сезона 2009 года Монфис впервые в карьере переиграл первую ракетку мира, которой на тот момент был Рафаэль Надаль. Эту победу он одержал в четвертьфинале турнира в Дохе со счётом 6-4, 6-4. На Австралийском чемпионате он впервые вышел в четвёртый раунд. В феврале 22-летний француз выходит в полуфинал зального турнира в Роттердаме. 23 февраля Монфис впервые в карьере смог войти в топ-10 мирового рейтинга. На турнире в Акапулько он смог достичь финала, где уступил Николасу Альмагро — 4-6, 4-6. Выиграв в том числе таких теннисистов как Мельцер и Роддик, Монфис вышел в четвертьфинал на Ролан Гаррос, где проиграл Федереру.
Из-за травмы Монфис пропустил Уимблдонский турнир 2009 года, а на Открытом чемпионате США, как и год назад добрался до четвёртого раунда, где уступил Рафаэлю Надалю. В сентябре Гаэль дебютировал за сборную Франции в Кубке Дэвиса и помог команде сохранить место в Мировой группе на следующий год. Затем впервые за 4 года он выиграл титул на турнире ATP. Произошло это в Меце, где он в финале переиграл Филиппа Кольшрайбера — 7-6(1), 3-6, 6-2. В октябре он дошёл до четвертьфинала в Куала-Лумпуре и Вене и полуфинала в Токио. В ноябре в Париже, обыграв Давида Геса, Жюльена Беннето, Марина Чилича и Радека Штепанека, Монфис впервые вышел в финал турнира серии Мастерс. При поддержке своих зрителей в решающем за титул матче он всё-таки проиграл Новаку Джоковичу со счётом 2-6, 7-5, 6-7(3). По итогу сезона он занял 13-е место.
Сезон 2010 года начинается для Монфиса с полуфинала турнира в Брисбене. На Открытом чемпионате Австралии в матче третьего круга он уступил Джону Изнеру. После он вышел в полуфинал на турнире в Йоханнесбурге и четвертьфинал в Роттердаме и Марселе. Из-за травмы живота Монфис пропустил начало грунтовой части сезона. В мае на Мастерсе в Мадриде он сыграл в четвертьфинале с Рафаэлем Надалем и уступил ему — 1-6, 3-6. На Открытом чемпионате Франции неожиданно оступился уже во втором раунде, проиграв в упорном пятисетовом поединке Фабио Фоньини. На Уимблдонском турнире он дошёл до третьего раунда.
В июле 2010 года Монфис сумел выйти в финал на турнире в Штутгарте, но уступил в нём Альберту Монтаньесу, отказавшись от продолжения матча при счёте 2-6 2-1. На Открытом чемпионате США впервые сумел дойти до четвертьфинала, где проиграл Джоковичу. В октябре Монфис разыграл титул с Надалем в финале турнира в Токио. Их матч закончился в пользу испанца 1-6, 5-7. Но Гаэлю всё же удалось в том сезоне завоевать свой третий титул в карьере. Произошло это на зальном турнире в Монпелье, где в финале француз переиграл Ивана Любичича — 6-2, 5-7, 6-1. На турнире в Валенсии он дошёл до четвертьфинала.
В ноябре Монфис показал хорошую игру на Мастерсе в Париже, где в прошлом году он дошёл до финала. На этот раз турнирная сетка ему выдалась сложнее. В первой встрече он в двух сетах обыграл Беньямина Беккера, а в следующей встрече против 9-го в мире Фернандо Вердаско пришлось уже играть три сета и два тай-брейка (6-7(4), 7-6(2), 7-5). В четвертьфинале он сыграл против британца Энди Маррея (№ 4 в мире) и сумел его победить 6-2, 2-6, 6-3. В полуфинале Гаэль Монфис вышел играть против Роджера Федерера (№ 2 в мире), которого до этого момента не выигрывал ни разу (0-5 в пользу швейцарца). В итоге при поддержке родных трибун, затратив 2 часа 41 минуту и три тай-брейка Монфис впервые победил швейцарца — 7-6(7), 6-7(1), 7-6(4) и второй год подряд вышел в финал в Париже. В решающем матче он проиграл Робину Сёдерлингу — 1-6, 6-7(1). Этот финал стал уже 13-м на турнирах ATP в карьере Монфиса и из них он сумел выиграть лишь три раза. Год Монфис завершил на 12-м месте. На протяжении всего сезона он выступал за Францию в кубке Дэвиса и помог своей команде дойти до финала. В решающем матче французы сыграли против команды Сербии. Монфис смог победить Янко Типсаревича, но проиграл лидеру соперников Новаку Джоковичу. По итогу французу уступили в том финале со счётом 2-3.
На чемпионате Австралии по теннису 2011 года Монфис проиграл в третьем раунде Станисласу Вавринке. В феврале он, дойдя до полуфинала в Сан-Хосе, так и не сыграл его, не выйдя на встречу с Милошом Раоничом из-за травмы. Вернулся Гаэль в Тур только в апреле и начал с третьего раунда Мастерса в Монте-Карло. Затем он дошёл до четвертьфинала в Барселоне. Такого же результата ему удалось достичь и на Открытом чемпионате Франции. Причём в четвёртом раунде он обыграл № 5 в мире Давида Феррера в четырёхчасовом поединке (6-4, 2-6, 7-5, 1-6, 8-6). В 1/4 Гаэль не смог оказать должного сопротивления Роджеру Федереру — 4-6, 3-6, 6-7(3).
В июне 2011 года Монфис вышел в полуфинал турнира на траве в Халле. На Уимблдонском турнире выбыл из борьбы в третьем раунде, уступив Лукашу Куботу. В июле он вышел в четвертьфинал в Гамбурге, а затем в финал в Вашингтоне, где проиграл Радеку Штепанеку — 4-6, 4-6. На Мастерсах в Монреале и Цинциннати он проходит в четвертьфинал, оба раза уступая № 1 в мире Новаку Джоковичу. На Открытом чемпионате США Монфис оступился в матче второго раунда, получив не самого приятного соперника на этой стадии Хуан Карлос Ферреро. В сентябре он вышел в полуфинал в Бангкоке. В октябре Монфис завоевал свой четвёртый титул ATP в карьере. Произошло это на турнире в Стокгольме, где в финале он выиграл у Яркко Ниеминена со счётом 7-5, 3-6, 6-2. В ноябре он сыграл в 1/4 финала турнира в Валенсии.

### 2012—2014 (победа в Кубке Дэвиса)

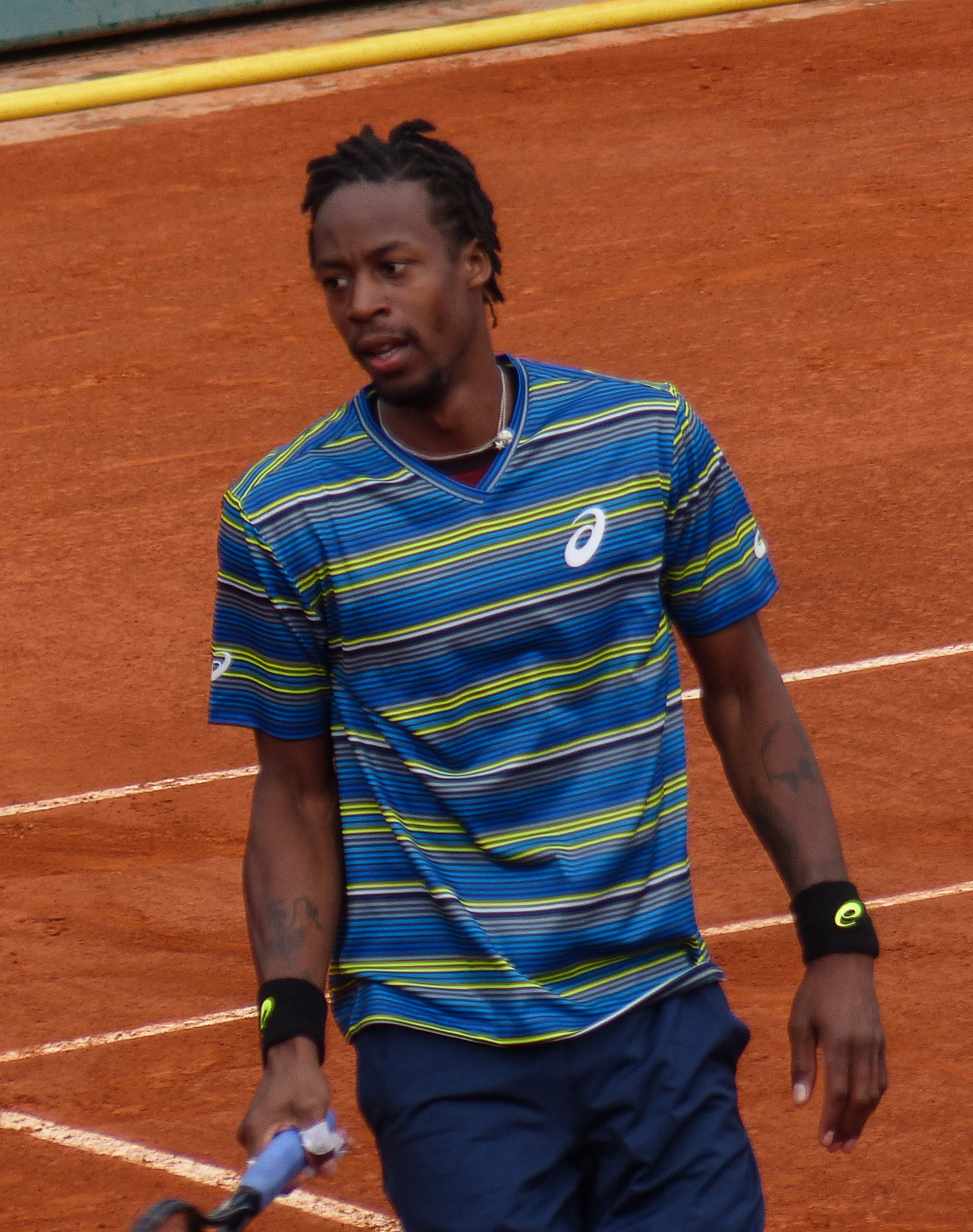
Монфис на Открытом чемпионате Франции 2013 года

2012 год Монфис начал с финала в Дохе, обыграв в полуфинале № 2 в мире Рафаэля Надаля (6-3, 6-4). Титул победителя турнира он уступил Жо-Вильфриду Тсонга, проиграв 5-7, 3-6. На Открытом чемпионате Австралии он «зачехлил ракетку» после третьего раунда, проиграв Михаилу Кукушкину. В феврале на турнире в Монпелье Монфис сыграл уже второй финал в этом сезоне и вновь проиграл. На этот раз Томашу Бердыху — 2-6, 6-4, 3-6. Для Монфиса этот финал стал 17-м в Туре и лишь в 4-х из них он одержал победу. На последующих турнирах не может пройти дальше третьего раунда. После турнира в Ницце в мае Монфис не играл большую часть сезона из-за травмы колена. В итоге он пропустил три турнира серии Большого шлема и летние Олимпийские игры 2012 года. Вернулся на корт француз уже в сентябре на турнире в Меце, где смог достичь полуфинала. На следующем турнире в Бангкоке он вышел в 1/4 финала. Сыграв ещё на одном турнире после этого он завершил сезон из-за новой травмы.
На старте сезона 2013 года Монфис вышел в четвертьфинал в Дохе и полуфинал в Окленде. На Открытом чемпионате Австралии он в упорной борьбе уступил Жилю Симону на стадии третьего раунда. Вплоть до мая Монфис не мог преодолеть на турнирах первые раунды. В середине мая он выиграл младший турнир серии «челленджер» в Бордо. Через неделю уже на турнире Мирового тура в Ницце Монфис вышел в финал, проиграв там Альберту Монтаньесу со счётом 0-6, 6-7(3). На Открытом чемпионате Франции в первом раунде за 4 часа он смог одолеть № 6 в мире Томаша Бердыха. Но по итогу Гаэль смог пройти только в третий раунд. На траве в Халле он вышел в 1/4 финала. Француз пропустил Уимблдон и вернулся на корт в июле в Штутгарте, где добрался до четвертьфинала. На турнире в Умаге он вышел в полуфинал. В августе Монфис вышел в финал турнира на харде в Уинстон-Сейлеме, но не доиграл его и снялся во втором сете, отдав, таким образом, титул Юргену Мельцеру. Открытый чемпионат США завершился для него уже во втором раунде. В октябре Монфис на Мастерсе в Шанхае смог переиграть Роджера Федерера и выйти в 1/4 финала, где его дальше не пропустил Новак Джокович.
В январе 2014 года Монфис вышел в финал турнира в Дохе, проиграв в нём лидеру мирового рейтинга Рафаэлю Надалю — 1-6, 7-6(5), 2-6. Они вновь встретились на Открытом чемпионате Австралии, но уже на стадии третьего раунда и сильнее опять оказался испанец. В феврале Монфис выиграл пятый титул в карьере и первый за три сезона. Он стал чемпионом турнира в Монпелье, переиграв в финале № 9 в мире Ришара Гаске — 6-4 6-4. В апреле он вышел в полуфинал турнира в Бухаресте. На кортах Ролан Гаррос Гаэль сумел доиграть до четвертьфинала, проиграв там Энди Маррею. Следующий раз в 1/4 финала на Большом шлеме он попал на Открытом чемпионате США. Путь в полуфинал для Монфиса закрыл Роджер Федерер. В осенней части сезона он выступил на двух турнирах из которых лучшего всего сыграл в Меце, пройдя в 1/2 финала. На протяжении сезона Монфис регулярно играл в Кубке Дэвиса и помог Франции выйти в финал. В решающем игре они сыграли против команды Швейцарии. Монфис сыграл в финале один матч против Роджера Федерера и разгромил его со счётом 6-1, 6-4, 6-3. Второй его одиночный матч не был сыгран, так как французы досрочно победили со счётом 3-1 и стали обладателями Кубка Дэвиса.

### 2015—2017 (полуфинал в США)

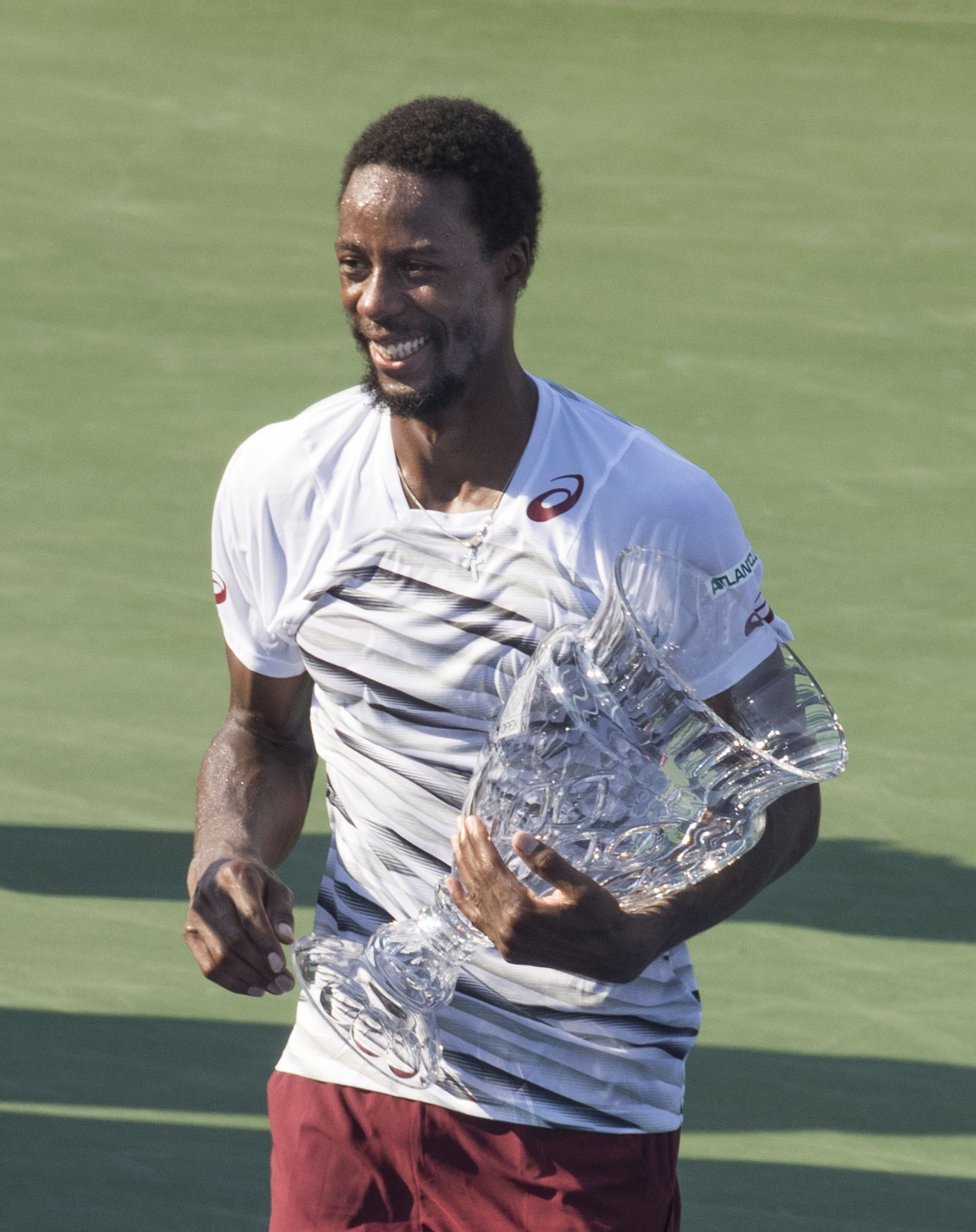
Монфис победитель турнира в Вашингтоне 2016 года

Первым турниром в 2015 году для Монфиса стал Открытый чемпионат Австралии, где он выбыл во втором раунде. В феврале сыграл на серии зальных турниров: в Монпелье он вышел в полуфинал, в Роттердаме в четвертьфинал, а в Марселе смог доиграть до финала, где уступил Жилю Симону — 4-6 6-1 6-7(4). В апреле на грунтовом Мастерсе в Монте-Карло Гаэль смог одержать победы над Роджером Федерером и Григором Димитровым, пройдя по итогу в полуфинал. Затем до той же стадии он добрался на менее престижном турнире в Бухаресте. На Открытом чемпионате Франции Монфис доиграл до четвёртого раунда, где у него взял реванш Федерер. В травяной части сезона Монфис вышел в полуфинал в Штутгарте и четвертьфинал в Халле, а на Уимблдоне проиграл в третьем раунде. В июле он вышел в полуфинал на грунте в Умаге. На Открытом чемпионате США он неожиданно проиграл в первом раунде украинцу Илье Марченко. В октябре Монфис вышел в 1/2 финала турнира в Вене.
На Открытом чемпионате Австралии 2016 года Монфис впервые в карьере вышел в четвертьфинал. В феврале он сыграл в финале турнира в Роттердаме, но проиграл титульный матч Мартину Клижану со счётом 7-6(1), 3-6, 1-6. В марте на Мастерсах в Индиан-Уэллсе и Майами он доиграл до четвертьфинала. На грунтовом Мастерсе в Монте-Карло Гаэль смог выйти в финал, где проиграл многократному победителю этого турнира Рафаэлю Надалю (5-7, 7-5, 0-6). Из-за вирусной инфекции он был вынужден пропустить Ролан Гаррос. На Уимблдоне француз проиграл уже в первом раунде. В июле он смог выиграть турнир в Вашингтоне, одолев в финале Иво Карловича со счётом 5-7, 7-6(6), 6-4. На мастерсе в Торонто Монфис вышел в полуфинал. В августе он принял участие в Олимпиаде в Рио-де-Жанейро. В парном разряде в альянсе с Тсонгой он выбыл уже в первом раунде, а в одиночках смог дойти до четвертьфинала, уступив на этой стадии Кэю Нисикори. На Открытом чемпионате США Монфис сыграл довольно успешно, сумев во второй раз в карьере дойти до полуфинал на Больших шлемах. Этот результат позволил Монфису войти в топ-10 мирового рейтинга. Лучшим результатом осени для него стал полуфинал в Токио. В ноябре 30-летний теннисист достиг наивысшей в карьере 6-й строчки в мировом рейтинге. Он впервые в карьере был отобран на Финал Мирового Тура ATP. В своей группе он проиграл два матча и после этого снялся с турнира из-за травмы. 2016 год Монфис завершил на 7-й строчки рейтинга.
На Открытом чемпионате Австралии 2017 года Монфис дошёл до четвёртого раунда, где проиграл Рафаэлю Надалю. На следующих для себя турнирах в Марселе и Дубае француз вышел в четвертьфинал. На Открытом чемпионате Франции он доиграл до четвёртого раунда. В июне Гаэль смог сыграть в финале турнира на траве в Истборне, где в борьбе за титул уступил Новаку Джоковичу — 3-6 4-6. Уимблдонский турнир и Открытый чемпионат США завершился для него в третьем раунде. После США Монфис досрочно завершил сезон из-за травмы и опустился в рейтинге на 46-е место.

### 2018—2019
6 января 2018 года в финале турнира АТР в Дохе Гаэль Монфис обыграл Андрея Рублёва из России со счётом 6-2 6-3 и выиграл свой седьмой титул в туре за карьеру. На Открытом чемпионате Австралии он уже во втором раунде встретился с Джоковичем и проиграл ему в четырёх сетах. В феврале Гаэль вышел в четвертьфинал на грунтовом турнире в Эквадоре и открытого чемпионата Рио-де-Жанейро, а между ними добрался до полуфинала в Буэнос-Айресе. На Открытом чемпионате Франции он дошёл до третьего раунда, в котором уступил бельгийцу Давиду Гоффену. В июне французский теннисист вышел в полуфинал турнира на траве в Анталье. На Уимблдоне он в четвёртом раунде проиграл финалисту того розыгрыша Кевину Андерсону. На Открытом чемпионате США Монфис не смог продолжить матч второго раунда против Кэя Нисикори. В сентябре он выиграл младший турнир из серии «челленджер» в Гаосюне. В октябре Гаэль сыграл в решающем матче на зальном турнира в Антверпен, уступив в нём Кайлу Эдмунду со счётом 6-3, 6-7(2), 6-7(4). Последним выступлением в сезоне для француза стал турнир в Вене, где он доиграл до 1/4 финала. Сезон он завершил на 29-м месте
В 2019 году Монфис стартовал с Открытого чемпионата Австралии, где проиграл во втором раунде Тейлору Фрицу. В феврале он отметился выходом в полуфинал турнира в Софии, уступив Даниилу Медведеву. Затем в Роттердаме Монфис взял реванш у россиянина, переиграв его в полуфинале в трёх сетах. В финале он обыграл швейцарца Стэна Вавринку в трёхсетовом матче и взял свой восьмой титул в туре. На следующем турнире в Дубае смог дойти до полуфинала, где проиграл греку Стефаносу Циципасу, а судьба матча решилась в итоговом тай-брейке. Результаты начала сезона позволили французу войти в топ-20 мирового рейтинга.
На Мастерсе в Индиан-Уэлсе в марте Монфис дошёл до четвертьфинала, но снялся с турнира, не сыграв против будущего победителя Доминика Тима. Из-за травмы он пропустил больше месяца, вернувшись в тур в конце апреля. На Открытом чемпионате Франции дошёл до четвёртого раунда, где проиграл финалисту того года Доминику Тиму. В июле на Уимблдонском турнире проиграл в первом раунде соотечественнику Уго Эмберу в пяти сетах, не доиграв последний из-за травмы. В августе на Мастерсе в Монреале дошёл до полуфинала, но из-за травмы не смог выйти на матч против Рафаэля Надаля и снялся с турнира. На Открытом чемпионате США добрался до четвертьфинала, где в пятисетовом матче, на решающем тай-брейке уступил со счётом 7-5 итальянцу Маттео Берреттини. В октябре 2019 года Монфис доиграл до полуфинала турнира в Вене, а затем вышел в четвертьфинал Мастерса в Париже и вошёл в число первых десяти теннисистов в рейтинге.

### 2020—2023
На Открытом чемпионате Австралии 2020 года Гаэль дошёл до четвёртого раунда, но проиграл будущему финалисту Доминику Тиму в трёх сетах. В феврале он выиграл турнир в Монпелье, обыграв в финале Вашека Поспишила. Затем Монфис защитил титул на турнире в Роттердаме, обыграв в финале у Феликса Оже-Альясима. Это десятый, выигранный французом, турнир в основном туре. На турнире в Дубае Монфис проиграл в полуфинале в трёхсетовом поединке сербу Новаку Джоковичу. Монфис выиграл первый сет со счётом 6-2, на тай-брейке второго сета имел три матчбола, но Новак отыграл их и выиграл сет, а затем и матч.
После продолжения теннисного сезона, прерванного пандемией коронавируса, принял участие в четырёх турнирах, включая Ролан Гаррос, но не выиграл ни одного матча, после чего досрочно завершил сезон.
Начало сезона 2021 года Монфис практически пропустил, сыграв всего два матча в январе (один на Открытом чемпионате Австралии). Возвращение состоялось в середине мая. Ролан Гаррос и Уимблдон он завершил на стадии второго раунда. На Олимпийских играх в Токио он проиграл стартовый матч белорусу Илье Ивашко. В августе на Мастерсе в Торонто Монфис впервые в сезоне смог выйти в четвертьфинал. Открытый чемпионат США он завершил на стадии третьего раунда. В сентябре в Меце удалось выйти в полуфинал. Затем в начале октября он сыграл единственный финал в сезона — на турнире в Софии, где проиграл борьбу за титул Яннику Синнеру. Сезон он завершил на 21-м месте.
В 2022 году Монфис стартовал с победы на турнире в Аделаиде, переиграв в финале россиянина Карена Хачанова. На Открытом чемпионате Австралии он во второй раз (до этого в 2016 году) вышел в четвертьфинал, сыграв на этой стадии Большого шлема впервые с 2019 года. В пяти сетах он проиграл борьбу за полуфинал итальянцу Маттео Берреттини. В марте на Мастерсе в Индиан-Уэлсе во второй раз в карьере обыграл действующего лидера рейтинга. В матче третьего раунда он обыграл первую ракетку мира Даниила Медведева (4-6, 6-3, 6-1), однако на следующей стадии уступил идущему в том сезоне на вершину Карлосу Алькарасу. Далее по ходу сезона Монфис испытывал проблемы со здоровьем. В грунтовой части он сыграл только на Мастерсе в Мадриде, а травяной отрезок пропустил полностью. За это время он перенёс операцию на правой стопе. Восстановление заняло длительный период. До конца сезона он сыграл только на Мастерсе в Монреале в августе и покинул топ-50.
Старт сезона 2023 года Монфис пропустил и первый раз в сезоне сыграл в марте на Мастерсе в Индиан-Уэлсе, где проиграл в первом же раунде, взяв всего четыре гейма у Джордана Томпсона.
В октябре 2023 года выиграл турнир ATP 250 на харде в зале в Стокгольме. В решающем матч Монфис обыграл Павла Котова со счётом 4-6 7-6(8-6) 6-3. По ходу турнира Монфис установил рекорд среди французских теннисистов по выигранным матчам на харде на уровне ATP. Для Монфиса это был 34-й финал на турнирах ATP и 12-я победа. Гаэль сыграл как минимум в одном финале турнира ATP 19-й сезон подряд (2005—2023). Монфис стал 4-м игроком с 1990 года в возрасте более 37 лет, который выиграл турнир ATP (после Роджера Федерера, Иво Карловича и Фелисиано Лопеса).

## Рейтинг на конец года
| Год  | Одиночный рейтинг | Парный рейтинг |
| ---- | ----------------- | -------------- |
| 2024 | 55                | —              |
| 2023 | 74                | —              |
| 2022 | 52                | 556            |
| 2021 | 21                | —              |
| 2020 | 11                | —              |
| 2019 | 10                | —              |
| 2018 | 29                | 273            |
| 2017 | 46                | 313            |
| 2016 | 7                 | —              |
| 2015 | 24                | 377            |
| 2014 | 18                | —              |
| 2013 | 31                | —              |
| 2012 | 77                | 561            |
| 2011 | 16                | 273            |
| 2010 | 12                | 202            |
| 2009 | 13                | 526            |
| 2008 | 14                | 581            |
| 2007 | 38                | 375            |
| 2006 | 46                | 391            |
| 2005 | 30                | 304            |
| 2004 | 239               | 874            |
| 2003 | 925               | 883            |

По данным официального сайта ATP на последнюю неделю года.

## Выступления на турнирах

### Финалы турнировATPв одиночном разряде (35)

#### Победы (13)
| Титулы (до/после 2009)           |
| -------------------------------- |
| Турниры Большого шлема (0)*      |
| Итоговый турнир ATP (0)          |
| Мастерс (0)                      |
| АТР Gold / АТР 500 (3)           |
| АТР International / АТР 250 (10) |

| Титулы по покрытиям | Титулы по месту проведения матчей турнира |
| ------------------- | ----------------------------------------- |
| Хард (12)*          | Зал (8)                                   |
| Грунт (1)           | Зал (8)                                   |
| Трава (0)           | Открытый воздух (5)                       |
| Ковёр (0)           | Открытый воздух (5)                       |

* количество побед в одиночном разряде.
| №   | Дата             | Турнир                    | Покрытие   | Соперник в финале   | Счёт           |
| 1.  | 7 августа 2005   | Сопот, Польша             | Грунт      | Флориан Майер       | 7-6(6) 4-6 7-5 |
| 2.  | 27 сентября 2009 | Мец, Франция              | Хард (зал) | Филипп Кольшрайбер  | 7-6(1) 3-6 6-2 |
| 3.  | 31 октября 2010  | Монпелье, Франция         | Хард (зал) | Иван Любичич        | 6-2 5-7 6-1    |
| 4.  | 23 октября 2011  | Стокгольм, Швеция         | Хард (зал) | Яркко Ниеминен      | 7-5 3-6 6-2    |
| 5.  | 9 февраля 2014   | Монпелье, Франция (2)     | Хард (зал) | Ришар Гаске         | 6-4 6-4        |
| 6.  | 24 июля 2016     | Вашингтон, США            | Хард       | Иво Карлович        | 5-7 7-6(6) 6-4 |
| 7.  | 6 января 2018    | Доха, Катар               | Хард       | Андрей Рублёв       | 6-2 6-3        |
| 8.  | 17 февраля 2019  | Роттердам, Нидерланды     | Хард (зал) | Стэн Вавринка       | 6-3 1-6 6-2    |
| 9.  | 9 февраля 2020   | Монпелье, Франция (3)     | Хард (зал) | Вашек Поспишил      | 7-5 6-3        |
| 10. | 16 февраля 2020  | Роттердам, Нидерланды (2) | Хард (зал) | Феликс Оже-Альяссим | 6-2 6-4        |
| 11. | 9 января 2022    | Аделаида (I), Австралия   | Хард       | Карен Хачанов       | 6-4 6-4        |
| 12. | 22 октября 2023  | Стокгольм, Швеция (2)     | Хард (зал) | Павел Котов         | 4-6 7-6(6) 6-3 |
| 13. | 11 января 2025   | Окленд, Новая Зеландия    | Хард       | Зизу Бергс          | 6-3 6-4        |

#### Поражения (22)
| №   | Дата            | Турнир                       | Покрытие    | Соперник в финале  | Счёт              |
| 1.  | 9 октября 2005  | Мец, Франция                 | Хард (зал)  | Иван Любичич       | 6-7(7) 0-6        |
| 2.  | 30 октября 2005 | Лион, Франция                | Ковер (зал) | Энди Роддик        | 3-6 2-6           |
| 3.  | 7 января 2006   | Доха, Катар                  | Хард        | Роджер Федерер     | 3-6 6-7(5)        |
| 4.  | 26 мая 2007     | Пёрчах-ам-Вёртер-Зе, Австрия | Грунт       | Хуан Монако        | 6-7(3) 0-6        |
| 5.  | 12 октября 2008 | Вена, Австрия                | Хард (зал)  | Филипп Пецшнер     | 4-6 4-6           |
| 6.  | 28 февраля 2009 | Акапулько, Мексика           | Грунт       | Николас Альмагро   | 4-6 4-6           |
| 7.  | 15 ноября 2009  | Париж, Франция               | Хард (зал)  | Новак Джокович     | 2-6 7-5 6-7(3)    |
| 8.  | 18 июля 2010    | Штутгарт, Германия           | Грунт       | Альберт Монтаньес  | 2-6 2-1 — отказ   |
| 9.  | 10 октября 2010 | Токио, Япония                | Хард        | Рафаэль Надаль     | 1-6 5-7           |
| 10. | 14 ноября 2010  | Париж, Франция               | Хард (зал)  | Робин Сёдерлинг    | 1-6 6-7(1)        |
| 11. | 7 августа 2011  | Вашингтон, США               | Хард        | Радек Штепанек     | 4-6 4-6           |
| 12. | 7 января 2012   | Доха, Катар                  | Хард        | Жо-Вильфрид Тсонга | 5-7 3-6           |
| 13. | 5 февраля 2012  | Монпелье, Франция            | Хард (зал)  | Томаш Бердых       | 2-6 6-4 3-6       |
| 14. | 25 мая 2013     | Ницца, Франция               | Грунт       | Альберт Монтаньес  | 0-6 6-7(3)        |
| 15. | 24 августа 2013 | Уинстон-Сейлем, США          | Хард        | Юрген Мельцер      | 3-6 1-2 — отказ   |
| 16. | 4 января 2014   | Доха, Катар                  | Хард        | Рафаэль Надаль     | 1-6 7-6(5) 2-6    |
| 17. | 22 февраля 2015 | Марсель, Франция             | Хард (зал)  | Жиль Симон         | 4-6 6-1 6-7(4)    |
| 18. | 14 февраля 2016 | Роттердам, Нидерланды        | Хард (зал)  | Мартин Клижан      | 7-6(1) 3-6 1-6    |
| 19. | 17 апреля 2016  | Монте-Карло, Монако          | Грунт       | Рафаэль Надаль     | 5-7 7-5 0-6       |
| 20. | 1 июля 2017     | Истборн, Великобритания      | Трава       | Новак Джокович     | 3-6 4-6           |
| 21. | 21 октября 2018 | Антверпен, Бельгия           | Хард (зал)  | Кайл Эдмунд        | 6-3 6-7(2) 6-7(4) |
| 22. | 3 октября 2021  | София, Болгария              | Хард (зал)  | Янник Синнер       | 3-6 4-6           |

### Финалы челленджеров и фьючерсов в одиночном разряде (8)

#### Победы (7)
| Условные обозначения |
| Челленджеры (6)*     |
| Фьючерсы (1)         |

| Титулы по покрытиям | Титулы по месту проведения матчей турнира |
| ------------------- | ----------------------------------------- |
| Хард (3)*           | Зал (2)                                   |
| Грунт (4)           | Зал (2)                                   |
| Трава (0)           | Открытый воздух (5)                       |
| Ковёр (0)           | Открытый воздух (5)                       |

* количество побед в одиночном разряде.
| №  | Дата             | Турнир                  | Покрытие   | Соперник в финале | Счёт           |
| 1. | 2 мая 2004       | Борнмут, Великобритания | Грунт      | Алекс Богданович  | 6-4 6-3        |
| 2. | 20 февраля 2005  | Безансон, Франция       | Хард (зал) | Кристоф Рохус     | 6-3 2-6 6-3    |
| 3. | 1 мая 2005       | Тунис, Тунис            | Грунт      | Фабрис Санторо    | 7-5 3-6 7-6(9) |
| 4. | 18 марта 2007    | Санрайз, США            | Хард       | Андреас Сеппи     | 6-3 1-6 6-1    |
| 5. | 17 мая 2008      | Марракеш, Марокко       | Грунт      | Жереми Шарди      | 7-6(2) 7-6(6)  |
| 6. | 19 мая 2013      | Бордо, Франция          | Грунт      | Микаэль Льодра    | 7-5 7-6(5)     |
| 7. | 23 сентября 2018 | Гаосюн, Тайвань         | Хард (зал) | Квон Сунво        | 6-4 2-6 6-1    |

#### Поражения (1)
| №  | Дата           | Турнир          | Покрытие | Соперник в финале | Счёт        |
| 1. | 25 апреля 2004 | Бергамо, Италия | Грунт    | Лукаш Длоуги      | 3-6 6-1 1-6 |

### Финалы челленджеров и фьючерсов в парном разряде (2)

#### Поражения (2)
| №  | Дата           | Турнир               | Покрытие | Партнёр      | Соперники в финале                              | Счёт    |
| 1. | 23 ноября 2003 | Лас-Пальмас, Испания | Грунт    | Жослан Уанна | Эмилио Бенфеле Альварес Херман Пуэнтес Альканис | 3-6 4-6 |
| 2. | 18 апреля 2004 | Грас, Франция        | Грунт    | Жослан Уанна | Жиль Симон Жо-Вильфрид Тсонга                   | 5-7 2-6 |

### Финалы командных турниров (2)

#### Поражения (2)
| №  | Год  | Турнир           | Команда                                | Соперник в финале                            | Счёт |
| 1. | 2010 | Кубок Дэвиса     | Франция Монфис, Симон, Клеман, Льодра  | Сербия Джокович, Типсаревич, Троицки,Зимонич | 2-3  |
| 2. | 2014 | Кубок Дэвиса (2) | Франция Тсонга, Монфис, Беннето, Гаске | Швейцария Вавринка, Федерер                  | 1-3  |

## История выступлений на турнирах
По состоянию на 19 февраля 2025 года
Для того, чтобы предотвратить неразбериху и удваивание счета, информация в этой таблице корректируется только по окончании турнира или по окончании участия там данного игрока.
| Турнир                       | 2004          | 2005          | 2006          | 2007          | 2008          | 2009                    | 2010                    | 2011                    | 2012                    | 2013                    | 2014                    | 2015                    | 2016                    | 2017                    | 2018                    | 2019                    | 2020                    | 2021                    | 2022                    | 2023                    | 2024                    | 2025                    | Итог   | В/П за карьеру |
| ---------------------------- | ------------- | ------------- | ------------- | ------------- | ------------- | ----------------------- | ----------------------- | ----------------------- | ----------------------- | ----------------------- | ----------------------- | ----------------------- | ----------------------- | ----------------------- | ----------------------- | ----------------------- | ----------------------- | ----------------------- | ----------------------- | ----------------------- | ----------------------- | ----------------------- | ------ | -------------- |
| Турниры Большого шлема       |               |               |               |               |               |                         |                         |                         |                         |                         |                         |                         |                         |                         |                         |                         |                         |                         |                         |                         |                         |                         |        |                |
| Открытый чемпионат Австралии | -             | 2Р            | 1Р            | 3Р            | -             | 4Р                      | 3Р                      | 3Р                      | 3Р                      | 3Р                      | 3Р                      | 2Р                      | 1/4                     | 4Р                      | 2Р                      | 2Р                      | 4Р                      | 1Р                      | 1/4                     | -                       | 2Р                      | 4Р                      | 0 / 19 | 37-19          |
| Открытый чемпионат Франции   | К1            | 1Р            | 4Р            | 3Р            | 1/2           | 1/4                     | 2Р                      | 1/4                     | -                       | 3Р                      | 1/4                     | 4Р                      | -                       | 4Р                      | 3Р                      | 4Р                      | 1Р                      | 2Р                      | -                       | 2Р                      | 2Р                      |                         | 0 / 17 | 39-16          |
| Уимблдонский турнир          | -             | 3Р            | 1Р            | 3Р            | -             | -                       | 3Р                      | 3Р                      | -                       | -                       | 2Р                      | 3Р                      | 1Р                      | 3Р                      | 4Р                      | 1Р                      | НП                      | 2Р                      | -                       | -                       | 3Р                      |                         | 0 / 13 | 19-13          |
| Открытый чемпионат США       | -             | 1Р            | 2Р            | -             | 4Р            | 4Р                      | 1/4                     | 2Р                      | -                       | 2Р                      | 1/4                     | 1Р                      | 1/2                     | 3Р                      | 2Р                      | 1/4                     | -                       | 3Р                      | -                       | 2Р                      | 2Р                      |                         | 0 / 16 | 33-16          |
| Итог                         | 0 / 0         | 0 / 4         | 0 / 4         | 0 / 3         | 0 / 2         | 0 / 3                   | 0 / 4                   | 0 / 4                   | 0 / 1                   | 0 / 3                   | 0 / 4                   | 0 / 4                   | 0 / 3                   | 0 / 4                   | 0 / 4                   | 0 / 4                   | 0 / 2                   | 0 / 4                   | 0 / 1                   | 0 / 2                   | 0 / 4                   | 0 / 1                   | 0 / 65 |                |
| В/П в сезоне                 | 0-0           | 3-4           | 4-4           | 6-3           | 8-2           | 10-3                    | 9-4                     | 9-4                     | 2-1                     | 5-3                     | 11-4                    | 6-4                     | 9-3                     | 10-4                    | 7-4                     | 8-4                     | 3-2                     | 4-4                     | 4-1                     | 2-1                     | 5-4                     | 3-1                     |        | 128-64         |
| Итоговые турниры             |               |               |               |               |               |                         |                         |                         |                         |                         |                         |                         |                         |                         |                         |                         |                         |                         |                         |                         |                         |                         |        |                |
| Итоговый турнир ATP          | -             | -             | -             | -             | -             | -                       | -                       | -                       | -                       | -                       | -                       | -                       | Группа                  | -                       | -                       | -                       | -                       | -                       | -                       | -                       | -                       |                         | 0 / 1  | 0-2            |
| Олимпийские игры             |               |               |               |               |               |                         |                         |                         |                         |                         |                         |                         |                         |                         |                         |                         |                         |                         |                         |                         |                         |                         |        |                |
| Летняя Олимпиада             | -             | Не проводился | Не проводился | Не проводился | 1/4           | Не проводился           | Не проводился           | Не проводился           | -                       | Не проводился           | Не проводился           | Не проводился           | 1/4                     | Не проводился           | Не проводился           | Не проводился           | Не проводился           | 1Р                      | Не проводился           | Не проводился           | 1Р                      | НП                      | 0 / 4  | 6-4            |
| Турниры Мастерс              |               |               |               |               |               |                         |                         |                         |                         |                         |                         |                         |                         |                         |                         |                         |                         |                         |                         |                         |                         |                         |        |                |
| Индиан-Уэлс                  | -             | 2Р            | 3Р            | 1Р            | 1Р            | 2Р                      | 2Р                      | -                       | -                       | -                       | 3Р                      | -                       | 1/4                     | 4Р                      | 3Р                      | 1/4                     | НП                      | 4Р                      | 4Р                      | 1Р                      | 4Р                      |                         | 0 / 15 | 20-14          |
| Майами                       | -             | 4Р            | 2Р            | 1Р            | 2Р            | 4Р                      | -                       | -                       | 3Р                      | -                       | 2Р                      | 4Р                      | 1/4                     | -                       | -                       | -                       | НП                      | -                       | 3Р                      | 1Р                      | 3Р                      |                         | 0 / 12 | 15-12          |
| Монте-Карло                  | -             | 1Р            | 1Р            | 1Р            | 3Р            | 1Р                      | -                       | 3Р                      | -                       | 1Р                      | 2Р                      | 1/2                     | Ф                       | -                       | -                       | -                       | НП                      | -                       | -                       | -                       | 2P                      |                         | 0 / 11 | 14-11          |
| Мадрид                       | -             | 1Р            | 1Р            | -             | 1/4           | -                       | 1/4                     | 2Р                      | 3Р                      | -                       | -                       | 2Р                      | 2Р                      | 1Р                      | 2Р                      | 3Р                      | НП                      | -                       | 2Р                      | -                       | 1Р                      |                         | 0 / 13 | 15-13          |
| Рим                          | -             | -             | 1/2           | 1Р            | K2            | -                       | -                       | -                       | 2Р                      | -                       | -                       | -                       | 1Р                      | -                       | 1Р                      | 1Р                      | 2Р                      | 1Р                      | -                       | -                       | 1Р                      |                         | 0 / 9  | 5-9            |
| Монреаль/Торонто             | -             | -             | -             | -             | 1Р            | 2Р                      | 3Р                      | 1/4                     | -                       | -                       | 2Р                      | 2Р                      | 1/2                     | 3Р                      | -                       | 1/2                     | НП                      | 1/4                     | 3Р                      | 1/4                     | 1Р                      |                         | 0 / 13 | 24-12          |
| Цинциннати                   | -             | 3Р            | 2Р            | -             | 2Р            | 1Р                      | 1Р                      | 1/4                     | -                       | -                       | 3Р                      | 1Р                      | 3Р                      | -                       | -                       | 1Р                      | -                       | 3Р                      | -                       | 3Р                      | 3Р                      |                         | 0 / 13 | 16-12          |
| Шанхай                       | Не проводился | Не проводился | Не проводился | Не проводился | Не проводился | 3Р                      | 2Р                      | -                       | -                       | 1/4                     | -                       | -                       | 3Р                      | -                       | 1Р                      | 2Р                      | Не проводился           | Не проводился           | Не проводился           | -                       | 4Р                      |                         | 0 / 7  | 11-7           |
| Париж                        | 2Р            | -             | 1Р            | -             | 3Р            | Ф                       | Ф                       | 2Р                      | -                       | -                       | 3Р                      | 1Р                      | -                       | -                       | -                       | 1/4                     | -                       | 3Р                      | -                       | 1Р                      | -                       |                         | 0 / 11 | 16-10          |
| Гамбург                      | -             | -             | 1Р            | -             | -             | Не турнир серии Мастерс | Не турнир серии Мастерс | Не турнир серии Мастерс | Не турнир серии Мастерс | Не турнир серии Мастерс | Не турнир серии Мастерс | Не турнир серии Мастерс | Не турнир серии Мастерс | Не турнир серии Мастерс | Не турнир серии Мастерс | Не турнир серии Мастерс | Не турнир серии Мастерс | Не турнир серии Мастерс | Не турнир серии Мастерс | Не турнир серии Мастерс | Не турнир серии Мастерс | Не турнир серии Мастерс | 0 / 1  | 0-1            |
| Статистика за карьеру        |               |               |               |               |               |                         |                         |                         |                         |                         |                         |                         |                         |                         |                         |                         |                         |                         |                         |                         |                         |                         |        |                |
| Проведено финалов            | 0             | 3             | 1             | 1             | 1             | 3                       | 4                       | 2                       | 2                       | 2                       | 2                       | 1                       | 3                       | 1                       | 2                       | 1                       | 2                       | 1                       | 1                       | 1                       | 0                       | 1                       |        | 35             |
| Выиграно турниров АТП        | 0             | 1             | 0             | 0             | 0             | 1                       | 1                       | 1                       | 0                       | 0                       | 1                       | 0                       | 1                       | 0                       | 1                       | 1                       | 2                       | 0                       | 1                       | 1                       | 0                       | 1                       |        | 13             |
| В/П: всего                   | 3-2           | 25-22         | 20-19         | 21-21         | 30-17         | 42-19                   | 46-20                   | 38-16                   | 19-10                   | 33-22                   | 36-15                   | 34-18                   | 44-17                   | 20-14                   | 29-20                   | 37-19                   | 16-7                    | 18-17                   | 14-7                    | 15-12                   | 25-21                   | 9-2                     |        | 574-337        |
| Σ % побед                    | 60 %          | 53 %          | 51 %          | 50 %          | 64 %          | 69 %                    | 70 %                    | 70 %                    | 66 %                    | 60 %                    | 71 %                    | 65 %                    | 72 %                    | 59 %                    | 59 %                    | 66 %                    | 70 %                    | 51 %                    | 67 %                    | 56 %                    | 54 %                    | 82 %                    |        | 63 %           |

К — проигрыш в квалификационном турнире.